# Edmund Muskie
Edmund Muskie (n. 28 martie 1914 - d. 26 martie 1996) a fost un politician american, Secretar de Stat al Statelor Unite între anii 1980 și 1981.